# Murray Taulagi

a Compétitions nationales et continentales officielles uniquement.

b Matchs officiels uniquement.
Murray Taulagi, né le 12 mars 1999 à Auckland (Nouvelle-Zélande), est un joueur de rugby à XIII australien évoluant au poste d'ailier ou de centre dans les années 2010 et 2020.
Formé au rugby à XV en Nouvelle-Zélande puis en Australie, il change de code durant son adolescence pour le rugby à XIII. Recruté par les North Queensland Cowboys, il dispute avec ces derniers la National Rugby League à partir de la saison 2019. En 2022, il dispute et remporte State of Origin 2022 avec le Queensland puis la Coupe du monde 2021 disputée en 2022.
Son frère, Jamie-Jerry Taulagi, est international samoan de rugby à XV.

## Palmarès
- Collectif : 
  - Vainqueur de la Coupe du monde : 2021 (Australie).
  - Vainqueur du State of Origin : 2022 et 2023 (Queensland).

### En club

#### Statistiques
| Saison | Club                     | Compétition           | Matchs | Points | Essais | Goals | Drops |
| ------ | ------------------------ | --------------------- | ------ | ------ | ------ | ----- | ----- |
| 2019   | North Queensland Cowboys | National Rugby League | 6      | 8      | 2      | -     | -     |
| 2020   | North Queensland Cowboys | National Rugby League | 4      | -      | -      | -     | -     |
| 2021   | North Queensland Cowboys | National Rugby League | 20     | 40     | 10     | -     | -     |
| 2022   | North Queensland Cowboys | National Rugby League | 25     | 68     | 17     | -     | -     |